# Pierre-Charles Marquis
Pierre-Charles Marquis est un peintre d'histoire et peintre verrier français né à Tonnerre le 1er juin 1798 et mort le 31 décembre 1874 à Paris.

## Biographie
Il quitté Tonnerre pour Paris à l'âge de 10 ans. Sa famille l'a d'abord destiné au commerce, mais son goût pour le dessin l'a conduit à faire du dessin de broderie et d'ornement et se formait le soir au dessin du portrait.
À 24 ans, il s'est décidé à se consacrer uniquement à la peinture. Il est entré dans l'atelier de Guillaume Guillon Lethière qui revenait de Rome où il avait dirigé l'Académie de France pendant 10 ans. Dans l'atelier de Lethière il a rencontré Octave Tassaert puis s'est lié avec Louis Boulanger. Il est devenu élève à l'école des beaux-arts, son âge ne lui permettait pas de concourir pour le prix de Rome.
Son premier tableau historique a pour sujet : Louis le débonnaire dépossédé. Sur la recommandation de Léthière, il a peint pour Adélaïde d'Orléans le décor de la chapelle du château de Randan réalisée en 1830 par l'architecte Fontaine.
Il débute la présentation de ses œuvres au Salon de 1831 avec un portrait de femme en pied. Il expose ensuite :
- en 1833, Charles VII sauvé de la fureur des Bourguignons par Tanneguy Duchâtel, prévôt de Paris ;
- en 1834, Magdelaine pénitente ;
- en 1835, Saint Antoine, Père des solitaires ;
- en 1836, Supplice des Templiers qui lui vaut la troisième médaille ;
- en 1837, Les Croisés au Saint-Sépulcre ;
- en 1838, Saint Pierre guérissant un boiteux ;
- en 1840, Le Christ et la Samaritaine ;
- en 1843, ''Christ au tombeau ;
- en 1845, Vision de saint François d'Assise.

En 1846, il s'est associé au peintre verrier Gaspard Gsell pour reprendre l'atelier Karl-Hauder et André. Gaspard Gsell le quitte l'année suivante.
- en 1847, Obsèques de Guillaume le Conquérant ;
- en 1848, La primauté de saint Pierre :
- en 1849, Saint Paul traîné par la multitude devant le proconsul d'Asie, et revendiquant sa qualité de citoyen romain ;
- en 1852, Les Bohémiens devant Paris ;
- en 1853, Jésus guérissant l'aveugle-né, aussi exposé à l'Exposition universelle de 1855 ;
- en 1857, Saint Louis se rendant à Notre-Dame avec Blanche de Castille, sa mère, au musée des beaux-arts de Rennes.

En 1857, on lui confie la décoration de la chapelle du baptistère de l'église Saint-Eustache de Paris.
- en 1859, Le denier de la Veuve ;
- en 1861, Le supplice de Jeanne d'Arc sur la place de Marché de Rouen ;
- en 1863, Martyre de saint Denis et de ses compagnons saint Rustique et saint Éleuthère qui est acheté par le comte Walewski et déposé dans la cathédrale d'Auxerre.
- en 1864, Jésus prédisant le ruine de Jérusalem ;
- en 1865, Sacrifice d'Abraham ;
- en 1866, Entrée de Jésus à Jérusalem ;
- en 1867, Jésus ressuscitant la fille de Jaïre[1] ;
- en 1868, Résurrection de Lazare[2] ;
- en 1869, Jésus au milieu des docteurs ;
- en 1870, Purification de la Vierge qui se trouvait dans la cathédrale de Versailles ;
- en 1872, Aveugles de Jéricho ;
- en 1873, Lazare et le mauvais riche à l'église de Sourdeval (Manche) ;
- en 1874, Dévouement d'Eustache de Saint-Pierre et des bourgeois de Calais.

Le tableau La Fuite en Égypte est restée inachevée.